# Thomas Oosthuizen
Thomas Oosthuizen (Gauteng, 2 aprile 1988) è un pugile sudafricano.
Soprannominato Tommy Gun, è stato campione IBO dei pesi supermedi e mediomassimi.

## Biografia
È figlio dell'ex pugile professionista Charles Oosthuizen.

## Carriera professionale
Oosthuizen compie il suo debutto da professionista il 29 febbraio 2008, sconfiggendo il connazionale Johannes Swart via KO tecnico alla seconda ripresa.